# 제9회 대구단편영화제
제9회 대구단편영화제는 2008년 11월 19일에 열린 시상식이다.

## 수상 및 후보

### 대상
- 잔소리 - 최정열 수상

### 우수상
- 기린과 아프리카 - 김민숙 수상

### 연기상
- 기린과 아프리카 - 김예리 수상

### 촬영상
- 올드랭 사인 - 권순경 수상

### 본선경쟁작
- 사랑은 단백질 - 연상호
- 너의 거친 숨소리가 좋아 - 최시영
- [[암사자[들]]] - 홍재희
- 한강대교 - 황동궁
- 도시에서 그녀가 피할 수 없는 것들 - 박지연
- 맥워즈-다가오는 위험 - 이현림
- 수잔느 - 정영현
- 고함 - 배종대
- 해변의 싸이렌 - 조성훈
- 사랑에 관한 짧은 필름 - 김선구
- 몽상 - 배두호
- 땡큐남녀부업연구소 - 임혜림
- 비만가족 - 김정욱

### 애플시네마
- 시선 - 이정진 수상
- 가면 - 박창민
- 길가에 - 최상순
- 사랑하는 정숙씨 - 박현주
- 트레이닝 - 이충만
- 향기로운 케냐 - 송병욱
- 운명의 고리 - 이상준
- 꼴라쥬 - 강민우
- 12살 이야기 - 이형석
- 홍필 - 박재현

### 초청작
- 주말 - 박준영
- 인생 - 김경민
- 불온한 젊은 피 - 박미희
- 형, 어디가 - 김기준
- TV수신료 납부거부사건 - 안형민
- 적의 사과 - 이수진
- 155 마일 - 이형석
- 진실한 병한씨 - 문제용
- 남자니까, 여자여서 - 박인철